# Cultura Dabarosana
A Cultura Dabarosana desenvolveu-se em parte da região antes dominada pela cultura Khormusana em cerca de 15 000 a.C. Por meio de uma técnica de núcleo de duas extremidades produziu lâminas, denticulados, raspadores, perfuradores e buris.